# مركز الميزان لحقوق الإنسان
مركز الميزان لحقوق الإنسان مؤسسة حقوقية فلسطينية غير ربحية وغير حكومية مقرها في مخيم جباليا للاجئين الفلسطينيين في قطاع غزة.

## الأهداف
تتركز أهداف المركز في تعزيز وحماية حقوق الإنسان في الأراضي الفلسطينية المحتلة وخاصة في قطاع غزة مع التركيز على الحقوق الاقتصادية والاجتماعية والثقافية؛ والعمل من أجل إعمال حقوق الإنسان الفردية والجماعية للفلسطينيين، بما في ذلك الحق في تقرير المصير من خلال قنوات القانون الدولي؛ وتعزيز الديمقراطية ومشاركة المواطنين في الأراضي الفلسطينية المحتلة والضغط من أجل الحكم الرشيد الذي يحترم حقوق الإنسان. تتمتع المنظمة بمركز استشاري خاص في الأمم المتحدة.

## المانحون
في عام 2010، قدم مركز تطوير المنظمات الأهلية، والممثلية النرويجية في فلسطين، ومؤسسة المجتمع المفتوح، ومؤسسة ميديكو الدولية، ومؤسسة كايبرينيا وصندوق تشومسكي أموالًا لدعم برنامج المركز الرئيسي. في حين أن مؤسستي دياكونيا وتروكير، والاتحاد الأوروبي واليونيسف قدمت أموالًا لدعم مشاريع المركز.

## وصلات خارجية
- الموقع الرسمي